# پاتریشیا فیشرووا
پاتریشیا فیشرووا (انگلیسی: Patrícia Fischerová؛ زادهٔ ۲۶ اوت ۱۹۹۳) بازیکن فوتبال اهل اسلواکی است.
وی همچنین در تیم ملی فوتبال Slovakia بازی کرده‌است.